# Parque Nacional Nawabganj

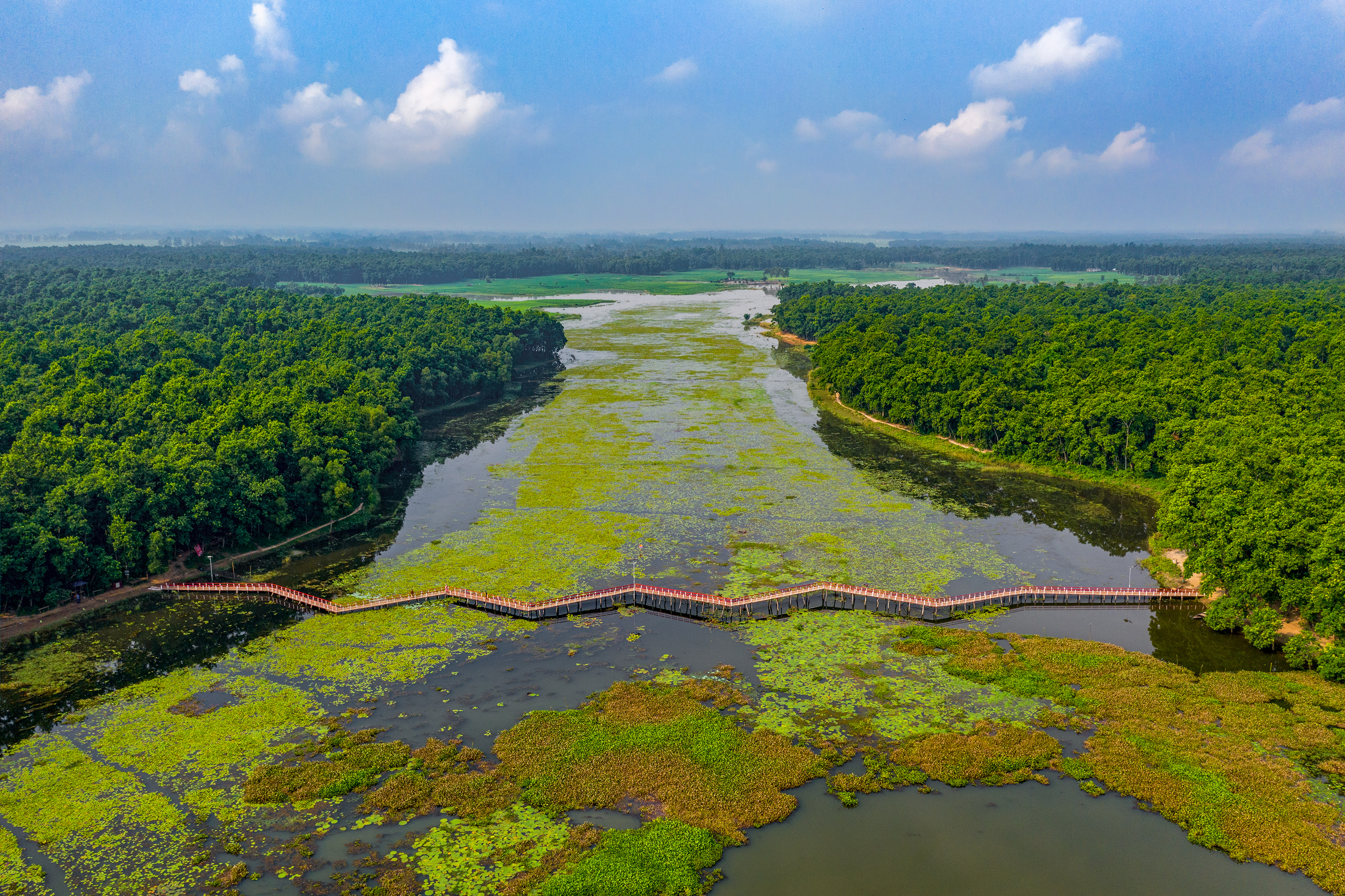
Ponte sobre o rio no Parque Nacional de Nawabganj no Bangladesh

O Parque Nacional Nawabganj (conhecido localmente como Floresta Panchabati) (em bengali:  নবাবগঞ্জ জাতীয় উদ্যান) é o parque nacional e reserva natural da Categoria IV da IUCN no Bangladesh. O parque está localizado a cerca de um quilómetro a noroeste de Nawabganj Upazila Sadar sob o distrito de Dinajpur.
O parque foi declarado oficialmente como parque nacional pelo governo do Bangladesh no dia 24 de outubro de 2010 com o propósito de conservação da flora, fauna, natureza e desenvolvimento de instalações turísticas. Abrange uma área de 517,61 hectares.